# Newham
Newham (London Borough of Newham) is een Engels district of borough in de regio Groot-Londen, gelegen in het oosten van de metropool. De borough telt 347.996 inwoners. De oppervlakte bedraagt 36 km².
Van de bevolking is 8,9% ouder dan 65 jaar. De werkloosheid bedraagt 6,7% van de beroepsbevolking (cijfers volkstelling 2001).
De stadions en faciliteiten voor de Olympische Zomerspelen 2012 zijn voornamelijk in Newham gebouwd.

## Wijken in Newham
- Beckton
- Canning Town
- Custom House
- East Ham
- Forest Gate
- Little Ilford
- Manor Park
- Maryland
- North Woolwich
- Plaistow
- Silvertown
- Stratford
- Upton Park
- West Ham

## Geboren
- Nethaneel Mitchell-Blake (1994), atleet
- Chuba Akpom (1995), voetballer
- Divin Mubama (2004), voetballer